# Селижаровски рејон
Селижаровски рејон (рус. Селижаровский район) административно-територијална је јединица другог нивоа и општински рејон у западном делу Тверске области, на северозападу европског дела Руске Федерације.
Административни центар рејона је варошица Селижарово. Према проценама националне статистичке службе Русије за 2014. на територији рејона је живело 12.452 становника или у просеку око 4,02 ст/км².

## Географија
Селижаровски рејон налази се у западном делу Тверске области, на подручју централног дела Валдајског побрђа и обухвата територију површине 3.098 км². Граничи се са чак 8 рејона Тверске области, и то са Осташковским на северу, Кувшиновским и Старичким на истоку, на југу су Ржевски и Олењински, док су на западу Нелидовски, Андреапољски и Пеновски рејон.
Хидрографијом и рељефом рејона доминира река Волга са својим притокама Селижаровком, са својом притоком Тихвином, Песочња (и њена притока Пирошња), Велика Коша, Мала Коша и Тудовка. На северу рејона налази се најјужније од Горњоволшких језера, језеро Волго, док је неколико километара северозападно од Селижарова на реци Волги саграђена прва већа брана којом је формирано Верхњеволшко језеро. Знатан део рејонске територије је под мочварама.
Преко територије рејона пролази друмски правац Ржев—Селижарово—Осташков.

## Историја
Селижаровски рејон успостављен је 1929. године као део Ржевског округа тадашње Западне области. У границама Калињинске (данас Тверске) области је од њеног оснивања 1935. године. Године 1936. преименован је у Кировски рејон и под тим именом је егзистирао све до 1963. када је распуштен, а његова територија постала делом Осташковског рејона. Поново је успостављен под садашњим именом 1965. године.

## Демографија и административна подела
Према подацима пописа становништва из 2010. на територији рејона је живело укупно 12.722 становника, док је према процени из 2014. ту живело 12.452 становника, или у просеку 4,02 ст/км². Око 55% популације је живело у административном центру рејона.
| 1959.  | 1970.  | 1979.  | 1989.  | 2002.  | 2010.  | 2014.   |
| ------ | ------ | ------ | ------ | ------ | ------ | ------- |
| 31.081 | 24.710 | 20.000 | 18.092 | 15.125 | 12.722 | 23.042* |

Напомена: * Према процени националне статистичке службе.
На подручју рејона постоји укупно 371 насељено место подељених на укупно 11 општина (10 сеоских и 1 градска). Административни центар рејона је варошица Селижарово.